# راسکوو سی. پترسون
راسکوو سی. پترسون (به انگلیسی: Roscoe C. Patterson) سناتور سابق عضو حزب جمهوری‌خواه ایالات متحده آمریکا بود. وی در سال ۱۹۲۹ تا ۱۹۳۵ میلادی سناتور ایالت میزوری در سنای ایالات متحده آمریکا بود.